# Mediatisierungsfrage 1848/1849

Deutschland zur Zeit des Deutschen Bundes, mit rund 40 Staaten

Unter dem Stichwort Mediatisierung sprach man 1848/1849 von der Möglichkeit, die Zahl der deutschen Einzelstaaten zu verkleinern. Es kam zu dem Gedanken, Kleinstaaten zusammenzulegen oder größeren Staaten anzuschließen. Die Frankfurter Nationalversammlung entschied jedoch am 5. Dezember 1848, dass die Zentralgewalt höchstens vermitteln sollte, wenn die Bevölkerungen ein Interesse zeigten.
In jener Zeit kam es tatsächlich zu so gut wie keiner Verringerung der Zahl an Staaten.

## Meinungen in der Nationalversammlung

Staaten im Deutschen Bund nach Einwohnern, 1848. Kleinere Staaten werden hier zusammenfasst, vor allem die thüringischen und die norddeutschen.

Laut dem Abgeordneten Georg Beseler sollte mit „Mediatisierung“ die Frage ausgedrückt werden, ob und in welchem Maße die deutschen Einzelstaaten in einem Bundesstaat an Eigenständigkeit verlieren sollte. Es ging also um den Föderalismus an sich. Fast alle anderen meinten unter dem Ausdruck allerdings die Beseitigung von Kleinstaaten mitsamt deren Fürstenhäusern.
Die Frage wurde im Land verhältnismäßig wenig erörtert. Im Vorparlament war es die radikale Linke mit Gustav Struve, die Deutschland in Reichskreise aufteilen wollte. Am gleichen 31. März 1848 verbuchten Vertreter aus den Kleinstaaten den Erfolg, dass auch Länder einen eigenen Abgeordneten in die Nationalversammlung wählen sollten, wenn sie weniger als 50.000 Einwohner hatten.
In den kommenden Monaten kam die Mediatisierungsfrage nur vereinzelt auf. Preußen wäre für eine Mediatisierung gewesen, verfolgte die Sache aber weiter nicht; Österreich hätte gern den Anschluss kleiner, preußenfreundlicher Staaten an die Mittelstaaten gesehen, um damit Preußens Bedeutung zu verringern. Die Mittelstaaten wollten sich territorial bereichern, und die Abgeordneten aus den Kleinstaaten sprachen sich meist gegen die Mediatisierung aus. So argumentierten zwei Abgeordnete aus Kleinstaaten, die Mediatisierung würde den Partikularismus fördern, also das eigenstaatliche Bewusstsein. Viele Abgeordnete, und auch die deutschen Reichsministerpräsidenten Leiningen und Schmerling, waren für eine Beseitigung der Kleinstaaten.

## Unterausschuss
Am 27. November 1848 beriet der Verfassungsausschuss über einen Bericht eines Unterausschusses über die Mediatisierung. Berichterstatter Georg Beseler erzählte von Gesprächen mit Abgeordneten, von denen Moritz Mohl am schärfsten für die Abschaffung der Kleinstaaten plädiert habe. Man habe auch an die Kreiseinteilung mit ihren großen Vorteilen gedacht, für das Abbauen von Ungleichheit und für eine bessere Verwaltung. Eine solche tiefgreifende Veränderung Deutschlands solle aber erst im Laufe der Zeit auf Grundlage der Verfassung geschehen.

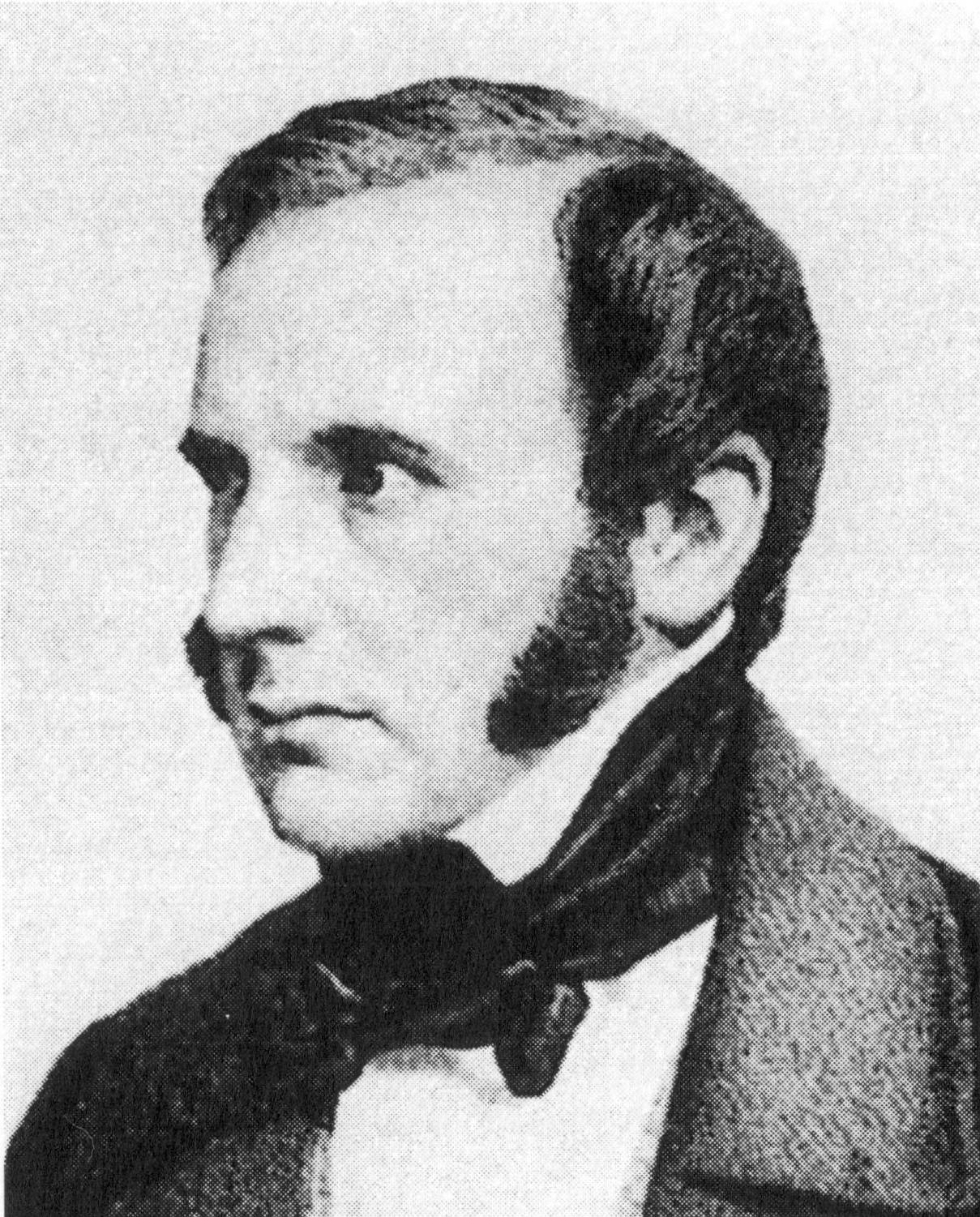
Georg Beseler, Mitglied des Verfassungsausschusses

Beseler zufolge war der Unterausschuss gegen eine Mediatisierung aller Kleinstaaten, da Staaten, die das nicht wollen, dann nur auf die abermalige Trennung aus seien. Bei Mediatisierung ohne Notwendigkeit werde das Rechtsgefühl verletzt, und es stelle sich die Frage, wohin die Gebiete dann kommen sollten. Reichsländer seien nicht zweckmäßig, und die größeren Staaten sollten nicht ermutigt werden, nach Gewinn zu trachten. Doch in einigen Fällen sei eine Mediatisierung unvermeidbar. Sehr kleine Länder hätten nicht die geistigen und materiellen Voraussetzungen, um in der Moderne zu bestehen. Der Unterausschuss schlug der Nationalversammlung vor, zur Tagesordnung überzugehen.
In der Diskussion im Verfassungsausschuss kam der Vorschlag auf, die Zentralgewalt solle die Vereinigung kleinerer Staaten vermitteln. Beseler hielt für eine solche Vermittlung die Zeit nicht reif, und Alexander von Soiron wies darauf hin, dass die Kleinstaaten kein Hindernis für die deutsche Einheit darstellten. Die Mehrheit folgte Beseler, und für das Staatenhaus des künftigen Reichstags machte der Verfassungsausschuss eine Entscheidung wieder rückgängig, nach der die Kleinstaaten keine Vertreter entsandt hätten. Wohl sollten einige Kleinstaaten „vereint repräsentiert“ sein, und zwar mit einem benachbarten Großstaat: beide Hohenzollern mit Württemberg, Homburg mit Hessen-Darmstadt, die thüringischen Staaten gemeinsam mit beiden Schwarzburg und beiden Reuß, und Liechtenstein mit Österreich. Beide Lippe und Waldeck sollten gemeinsam einen Vertreter entsenden.

## Beratung im Plenum der Nationalversammlung
Am 4. und 5. Dezember 1848 berieten die Abgeordneten der gesamten Nationalversammlung über die Frage der Kleinstaaten. Es gab zwei Minderheitserachten aus dem Ausschuss und mehrere sonstige Anträge, sie alle gingen in die Richtung, dass die Zentralgewalt auf eine Vereinigung von Kleinstaaten hinwirken sollte. Besonders Moritz Mohl sprach sich vehement für die Mediatisierung aus.
Die Abgeordneten nahmen am 5. Dezember mit 253 zu 198 Stimmen den Mehrheitsvorschlag an, zur Tagesordnung überzugehen. Doch der Vermittlungsplan erhielt auch eine Mehrheit, die Nationalversammlung rief also die Zentralgewalt auf, dort, wo die Bevölkerungen eine Mediatisierung wünschen, zwischen den betreffenden Regierungen und Volksvertretungen zu vermitteln. Angenommen wurde auch der Vorschlag der Ausschussmehrheit über die Vertretung der Kleinstaaten im Staatenhaus.

## Folgen
Nur der Fürst Reuß-Lobenstein-Ebersdorf dankte ab, um eine Neuordnung freizumachen – zugutekam dies letztlich dem Fürsten von Reuß jüngerer Linie. Der Fürst von Hohenzollern-Sigmaringen übergab seine Befugnisse im Dezember 1848 der Zentralgewalt, aber erst im Dezember 1849 führte dies zu einer Lösung, und zwar dem Aufgehen Hohenzollern-Sigmaringens und Hohenzollern-Hechingens in Preußen.
Allerdings kam es spätestens im 20. Jahrhundert zur Mediatisierung der genannten Kleinstaaten. Zum Beispiel wurden in der Weimarer Republik die thüringischen Staaten zusammengelegt und Waldeck kam zu Preußen; ansonsten entfaltete der entsprechende Art. 18 der Weimarer Reichsverfassung wenig Wirkung. Die Nationalsozialisten haben einige Kleinstaaten wie Lippe und Schaumburg-Lippe durch einen einzigen Statthalter regiert, beide Mecklenburg zu einem Land vereinigt und Lübeck Preußen zugeschlagen. Nach dem Zweiten Weltkrieg kamen dann etwa Lippe-Detmold an Nordrhein-Westfalen und Schaumburg-Lippe sowie Braunschweig an Niedersachsen.

## Belege
1. ↑  Ernst-Hermann Grefe: Die Mediatisierungsfrage und das Fürstentum Lippe in den Jahren 1848-1849. Naturwissenschaftlicher und Historischer Verein für das Land Lippe, Detmold 1965, S. 63.
2. ↑  Ernst-Hermann Grefe: Die Mediatisierungsfrage und das Fürstentum Lippe in den Jahren 1848-1849. Naturwissenschaftlicher und Historischer Verein für das Land Lippe, Detmold 1965, S. 64.
3. ↑  Ernst-Hermann Grefe: Die Mediatisierungsfrage und das Fürstentum Lippe in den Jahren 1848-1849. Naturwissenschaftlicher und Historischer Verein für das Land Lippe, Detmold 1965, S. 90/91.
4. ↑  Ernst-Hermann Grefe: Die Mediatisierungsfrage und das Fürstentum Lippe in den Jahren 1848-1849. Naturwissenschaftlicher und Historischer Verein für das Land Lippe, Detmold 1965, S. 124/125.
5. ↑  Ernst-Hermann Grefe: Die Mediatisierungsfrage und das Fürstentum Lippe in den Jahren 1848-1849. Naturwissenschaftlicher und Historischer Verein für das Land Lippe, Detmold 1965, S. 126/127.
6. ↑  Ernst-Hermann Grefe: Die Mediatisierungsfrage und das Fürstentum Lippe in den Jahren 1848-1849. Naturwissenschaftlicher und Historischer Verein für das Land Lippe, Detmold 1965, S. 127/128.
7. ↑  Ernst-Hermann Grefe: Die Mediatisierungsfrage und das Fürstentum Lippe in den Jahren 1848-1849. Naturwissenschaftlicher und Historischer Verein für das Land Lippe, Detmold 1965, S. 129.
8. ↑  Ernst Rudolf Huber: Deutsche Verfassungsgeschichte seit 1789. Band II: Der Kampf um Einheit und Freiheit 1830 bis 1850. 3. Auflage, W. Kohlhammer, Stuttgart [u. a.] 1988, S. 796.
9. ↑  Willibalt Apelt: Geschichte der Weimarer Verfassung. 2. Auflage, C. H. Beck, München, Berlin 1964, S. 138/139.